# Don Toliver
Pour les articles homonymes, voir Toliver.
 (septembre 2024).
La mise en forme du texte ne suit pas les recommandations de Wikipédia : il faut le « wikifier ».
Les points d'amélioration suivants sont les cas les plus fréquents. Le détail des points à revoir est peut-être précisé sur la page de discussion.
- Les titres sont pré-formatés par le logiciel. Ils ne sont ni en capitales, ni en gras.
- Le texte ne doit pas être écrit en capitales (les noms de famille non plus), ni en gras, ni en italique, ni en « petit »…
- Le gras n'est utilisé que pour surligner le titre de l'article dans l'introduction, une seule fois.
- L'italique est rarement utilisé : mots en langue étrangère, titres d'œuvres, noms de bateaux, etc.
- Les citations ne sont pas en italique mais en corps de texte normal. Elles sont entourées par des guillemets français : « et ».
- Les listes à puces sont à éviter, des paragraphes rédigés étant largement préférés. Les tableaux sont à réserver à la présentation de données structurées (résultats, etc.).
- Les appels de note de bas de page (petits chiffres en exposant, introduits par l'outil «  Source ») sont à placer entre la fin de phrase et le point final[comme ça].
- Les liens internes (vers d'autres articles de Wikipédia) sont à choisir avec parcimonie. Créez des liens vers des articles approfondissant le sujet. Les termes génériques sans rapport avec le sujet sont à éviter, ainsi que les répétitions de liens vers un même terme.
- Les liens externes sont à placer uniquement dans une section « Liens externes », à la fin de l'article. Ces liens sont à choisir avec parcimonie suivant les règles définies. Si un lien sert de source à l'article, son insertion dans le texte est à faire par les notes de bas de page.
- La présentation des références doit suivre les conventions bibliographiques. Il est recommandé d'utiliser les modèles {{Ouvrage}}, {{Chapitre}}, {{Article}}, {{Lien web}} et/ou {{Bibliographie}}. Le mode d'édition visuel peut mettre en forme automatiquement les références.
- Insérer une infobox (cadre d'informations à droite) n'est pas obligatoire pour parachever la mise en page.

Pour une aide détaillée, merci de consulter Aide:Wikification.
Si vous pensez que ces points ont été résolus, vous pouvez retirer ce bandeau et améliorer la mise en forme d'un autre article.
Don Toliver, nom de scène de Caleb Zackery Toliver, le 12 juin 1994 à Houston au Texas, est un chanteur, rappeur et auteur américain. Sa première mixtape, Donny Womack (2018) est sorti un jour avant l'album de Travis Scott, Astroworld (2018), dans lequel Toliver apparait sur le morceau "Can't Say". La semaine suivante, il signa dans le label de Scott, Cactus Jack Records, dans une signature commune avec Atlantic Records.
En tant qu'artiste, il est surtout connu pour ses singles de 2019 et de 2020, "No Idea" et "After Party , qui sont certifiés triple platine par la  Recording Industry Association of America (RIAA). Ces singles sont tirés de son album, Heaven or Hell (2020). Son second et son troisième album rencontreront le même succès, respectivement Life of a Don (2021) and Love Sick (2023). Il apparait aux côtés de Nav et Gunna sur le single "Lemonade", ce qui fut l'un de ses plus grands succès commerciaux de sa carrière. Son quatrième album studio, Hardstone Psycho (2024) sera quant à lui porté par le single "Bandit".

## Jeunesse
Toliver est né et a grandi à Houston, au Texas,,. Son père était également rappeur dans sa jeunesse, Toliver a donc baigné dans la musique dès son plus jeune âge.

## Carrière

### 2017:Playa Familiaet singles
Le 17 mai 2017, Toliver a sorti une mixtape en collboration avec YungJosh93, intitulé Playa Familia. Durant l'année 2017, Toliver publie des singles en solo, "I Gotta" and "Diva",. Début 2018, il sort les singles "Make Sumn" and "Checks",, tous deux accompagnés de clips vidéos.

### 2018–2020: Explosion,Cactus JacketHeaven or Hell
Le 2 août, Toliver sort sa première mixtape au sein d'un label majeur, Donny Womack.
Le lendemain, Travis Scott publie son troisième album studio, Astroworld, où l'on peut retrouver le rappeur sur le 13ème morceau, "Can't Say". Le 6 août, il est annoncé que Don Toliver a signé sur le label de Travis Scott, Cactus Jack. En septembre, son single "Diva" sera remixé par le rappeur Kevin Gates.
Durant l'année 2019, il publie plusieurs singles pour le label Cactus Jack, "Back Up" featuring Wiz Khalifa, "Best You Had", "Can't Feel My Legs", et "No Idea". "No Idea" est devenu un phénomène sur l'application de partage de vidéos TikTok. Le 27 décembre, Toliver aux côtés des autres membres du label Cactus Jack , sous le nom de  JackBoys,publie l'album JackBoys. Toliver, apparait sur trois morceaux de l'album.
Le 17 janvier 2020, Toliver apparait sur le onzième album studio du rappeur américain Eminem, Music to Be Murdered By, sur le son "No Regrets".
Le 10 mars 2020, Toliver annonce son premier album studio, Heaven or Hell, ainsi que sa date de sortie sur les réseaux sociaux,. L'album sort le 13 mars et contient des apparitions de Travis Scott, Kaash Paige, Quavo, Offset  et Sheck Wes.
Le 31 juillet, il publie un son intitulé "Clap", pour la bande originale du film F9.
Le 14 août 2020, Toliver apparait aux côtés de Nav et Gunna sur le single "Lemonade". Le son a réussi à grimper jusqu'à la sixième place du Billboard Hot 100. Le 21 août, il apparait avec Big Sean sur le son "Replace Me" du 13ème album studio du rappeur Nas, King's Disease.

### 2021–2022:Life of a Don
En février 2021, Toliver tease son nouveau projet, intitulé Life of a Don, sur Twitter,.Le 4 mai il publie le premier single, "What You Need". Le mois suivant, Toliver sort le deuxième single de l'album, "Drugs N Hella Melodies", en collaboration avec sa petite amie Kali Uchis.
Fin août, Toliver apparait sur le morceau "Moon" avec Kid Cudi et Kanye West sur l'album Donda de ce dernier.Puis le 28 septembre, Toliver révèle la date de sortie et la pochette de Life of a Don. Life of a Don sera publié le 8 octobre 2021. L'album inclut des collaborations avec Travis Scott, Kali Uchis, SoFaygo, Baby Keem, et HVN.
Le 24 février 2022, Toliver recollabore avec Kanye West sur le titre "Broken Road", pour l'album Donda 2. Le 22 avril 2022, il apparait avec Lil Uzi Vert sur le son "Scrape It Off" de Pusha T sur l'album It's Almost Dry. Une semaine plus tard, il figure sur le single "Honest" de Justin Bieber et les deux artistes la chanteront durant le Justice World Tour à Houston et à Dallas.
Le 26 août 2022, il est crédité avec Travis Scott sur "Lets Pray" sur l'album God Did de DJ Khaled. En décembre 2022, on le retrouve sur "Too Many Nights" (avec Future), "Around Me", et "I Can't Save You (Interlude) (avec Future)" au sein de l'album Heroes & Villains de Metro Boomin.

### Depuis 2023:Love SickandHardstone Psycho
Le jour de la Saint-Valentin, Toliver annonce son troisième album studio Love Sick. À la suite de cette annonce, le single "4 Me", avec Kali Uchis, est publié le 15 février. Deux jours après, Toliver sort "Leave the Club", en featuring avec Lil Durk et GloRilla.
La version deluxe est publiée le 28 février 2023, incluant quatre nouveaux titres. Parmi ces morceaux, il y a "Luckily I'm Having", en featuring avec Teezo Touchdown, et "Embarrassed", qui inclut une nouvelle collaboration avec Travis Scott.
Il recollabore avec sa compagne Kali Uchis pour le son "Fantasy" de son album Red Moon in Venus.
Le 12 mars 2024, Don Toliver annonce son quatrième album studio, Hardstone Psycho. La promotion de l'album commence avec la parution du single "Bandit" début février. À la suite de cela, un autre single, "Deep in the Water", est paru le 15 mars 2024.
Le 3 mai 2024, Toliver est présent sur le single de Yeat "Heavy Stunts". Puis, le 22 mai il sort le single "Attitude" avec Charlie Wilson et Cash Cobain, et annonce la sortie de l'album le même jour. Hardstone Psycho est publié le 14 juin 2024. On peut également le retrouver début août sur l'album collaboratif de Kanye West et Ty Dolla Sign, Vultures 2, sur le titre "Field Trip" avec Playboi Carti et Kodak Black.

## Vie privée
Toliver est en couple avec la chanteuse américaine Kali Uchis depuis 2020. En janvier 2024, il annonce attendre son premier enfant avec Uchis ; leur fils naitra finalement en mars 2024,.

## Problèmes judiciaires
En avril 2024, Toliver est arrêté par une patrouille de police dans la Vallée de San Fernando en Californie pour excès de vitesse et conduite en état d'ivresse; il ne fut cependant pas emprisonné.

## Discographie
- Heaven or Hell (2020)
- Life of a Don (2021)
- Love Sick (2023)
- Hardstone Psycho (2024)